# Wyższa Szkoła Integracji Europejskiej w Szczecinie
Wyższa Szkoła Integracji Europejskiej Szczecinie – niepubliczna szkoła wyższa z siedzibą w Szczecinie, która została założona przez Instytut Organizacji Przedsiębiorstw i Technik Informacyjnych "InBIT" w 1999 roku. 
Ideą utworzenia uczelni było rozpoczęcie nowoczesnego kształcenie kadr dla potrzeb gospodarki i administracji, wszechstronnie przygotowanej do funkcjonowania w Zjednoczonej Europie.

## Kierunki kształcenia
Szkoła daje możliwość podjęcia studiów pierwszego i drugiego stopnia na sześciu kierunkach w tym dwóch prowadzonych w ramach studiów polsko-niemieckich:
- Stosunki międzynarodowe (I i II stopnia)[1]
- Zarządzanie(I stopnia)[2]
- Pedagogika (I stopnia)[3]
- Kosmetologia (I stopnia)[4]
- Manager medycyny sportowej i zdrowia (I stopnia, międzynarodowe)[5]
- Zarządzanie branżą hotelarska i turystyczną (I stopnia, międzynarodowe)[6].

Studia międzynarodowe kończą się uzyskaniem dyplomu dwóch uczelni: polskiej i niemieckiej. 
Dodatkowo Uczelnia oferuje również studia podyplomowe z zakresu nauk o zarządzaniu, humanistycznych oraz administracyjnych.

## Patronat
Pod patronatem Wyższej Szkoły Integracji Europejskiej powstała również bezpłatna niepubliczna szkoła zawodowa EUROSPEC, oferująca kształcenie dla młodych osób, do 18 roku życia, na kierunkach związanych głównie z branżą motoryzacyjną i budowlaną.